# ليور رؤوفين
ليور رؤوفين هو لاعب كرة قدم إسرائيلي في مركز الدفاع، ولد في 12 ديسمبر 1981 في كريات أونو في إسرائيل. لعب مع بيتار القدس ومكابي نتانيا.